# گلن یا گلندا
گلن یا گلندا (به انگلیسی: Glen or Glenda) فیلمی ۶۵ دقیقه‌ای به کارگردانی اد وود با بازی اد وود محصول کشور آمریکا است.